# 빅터 콜
빅터 콜(Victor Alexander Cole, 1968년 1월 23일 ~ )는 전 KBO 리그 SK 와이번스, 두산 베어스의 외국인 야구 선수이다.
KBO 리그의 외국인 선수로 활약했다.
SK 와이번스 시절에는 부진하여 시즌 후 재계약에 실패했으나 김인식 감독이 높게 평가하여 이듬해 마이크 파머의 대체 선수로 두산 베어스에서 부활하여 2001년 한국시리즈 우승 멤버로 활동했다.
역대 메이저 리그에서 활동한 러시아 선수 8명 중 1명이다. 또한 KBO 리그 최초의 러시아인 선수이다.